# Lilium rubescens
Lilium rubescens é uma espécie de lírio. A planta é endêmica do estado da Califórnia, nos Estados Unidos.